# Forquilla de Hume
En filosofia, el terme forquilla de Hume pot ser usat per a referir-se a una de les diverses distincions i dilemes elaborats per David Hume (tot i que aquesta distinció és una qüestió de cert desacord). Són:
1. "Dilema del determinisme de Hume": el problema que les nostres accions són causalment determinades o atzaroses. En qualsevol cas, no ens fem responsables d'aquestes.[1]
2. La distinció de Hume entre el «és» i «ha de».[2]
3. La distinció de Hume entre el raonament demostratiu i el probable (vegeu més avall)[3]

La tercera distinció és entre dues àrees diferents d'estudi:
Tots els objectes de la raó humana o de recerca, naturalment, es poden dividir en dos tipus, que són: relacions d'idees i qüestions de fet. De la primera classe són les ciències de la geometria, àlgebra i aritmètica... [que són] descobertes per la mera operació del pensament ... Les qüestions de fet, que són el segon objecte de la raó humana, ni l'evidència de la seva veritat, per molt gran que sigui, és de la mateixa naturalesa que la precedent (la relativa a les relacions d'idees).
-Investigació sobre l'enteniment humà
En la forquilla de Hume, sovint divideix les afirmacions en dos tipus:
- Les afirmacions sobre idees - aquestes són analítiques, necessàries, afirmacions que són conegudes a priori.
- Les afirmacions sobre el món - aquestes són sintètiques, contingents, cognoscibles a posteriori.

En la terminologia moderna, els membres del primer grup són coneguts com a proposicions analítiques i els membres d'aquest últim com proposicions sintètiques. Aquesta terminologia ve de Kant (Introducció a la Crítica de la raó pura, secció IV).
En la primera classe d'afirmacions, s'inclouen "2 + 2 = 4", "tots els solters són solters", i les veritats de les matemàtiques i la lògica. En les afirmacions del segon tipus, hi caben afirmacions com "el sol surt de matí", "la Terra té una lluna" i "L'aigua es congela a 32 graus Fahrenheit".
Hume vol demostrar que la seguretat no existeix en ciència.
En primer lloc, Hume observa que les afirmacions del segon tipus no poden ser mai del tot segures, a causa de la falibilitat dels nostres sentits, la possibilitat de l'engany (vegeu per exemple la teoria del cervell en una cubeta) i altres arguments realitzats pels filòsofs escèptics. Sempre és lògicament possible que qualsevol declaració feta pel món sigui falsa. (Tingueu en compte que les declaracions com "o bé la Terra té una lluna o no", no són realment les veritats de la lògica, i no diuen res sobre el món).
En segon lloc, Hume afirma que la nostra creença en les relacions de causa-efecte entre els esdeveniments no es basa en la raó, sinó que sorgeix simplement per l'hàbit o pel costum. Suposem que un diu: "Cada vegada que algú a la terra solta una roca, aquesta cau." Si bé podem admetre que, en tots els casos fins al moment, quan una roca ha caigut sobre la Terra ha anat cap avall, això no ens dona cap raó per a pensar que, en el futur, les roques cauran cap avall en les mateixes circumstàncies. Per a nosaltres és un únic motiu, si hi afegim la premissa que el futur s'assemblarà al passat. Però això no és una cosa que podem conèixer de l'experiència adquirida -totes les experiències passades ens podrien dir el que ha passat en el passat, el futur s'ha assemblat al passat.
En tercer lloc, Hume assenyala que les relacions de les idees només es poden utilitzar per a provar altres relacions d'idees, i no signifiquen res fora del context de com es relacionen entre si i, per tant, no ens diuen res sobre el món. Agafeu la declaració "Un triangle equilàter té tres costats de la mateixa longitud." Mentre que alguns filòsofs anteriors (sobretot Plató i Descartes) van sostenir que les declaracions lògiques d'aquest tipus figuren en la realitat més formal, ja que són sempre veritables i immutables, Hume va sostenir que, encara que cert, no contenen la realitat formal, perquè la veritat dels estats es basa en les definicions de les paraules contingudes en aquesta, i no en les coses reals en el món, ja que no hi ha tal cosa com un veritable triangle o la igualtat de la longitud exacta en el món. Aquesta és la raó per la qual les relacions de les idees no es poden utilitzar per a provar qüestions de fet.
Els resultats reclamats per Hume a conseqüència de la seva forquilla són dràstics. Segons ell, les relacions d'idees es poden provar amb certesa (mitjançant l'ús d'altres relacions d'idees), però, en realitat, no vol dir res sobre el món. Com que no volen dir res sobre el món, les relacions de les idees no es poden utilitzar per a provar qüestions de fet. Com a causa d'això, les qüestions de fet no tenen la certesa i, per tant, no es poden utilitzar per a provar qualsevol cosa. Només les coses certes es poden utilitzar per a provar altres coses amb certesa, però només coses sobre el món poden ser usades per provar altres coses sobre el món. Però d'ençà que ja no podem creuar la forquilla, res és alhora cert i sobre el món, només un o l'altre, de manera que és impossible provar alguna cosa sobre el món amb certesa.
Si és acceptada, la forquilla de Hume fa que sigui inútil tractar de provar l'existència de Déu (per exemple) com una qüestió de fet. Si Déu no és, literalment, fet de matèria física, i no té un efecte observable en el món, fer una declaració sobre Déu no és una qüestió de fet. Per tant, una declaració sobre Déu ha de ser una relació de les idees. En aquest cas, si es demostra l'afirmació "Déu existeix", en realitat no ens diu res sobre el món, és un joc de paraules. És fàcil veure com la forquilla de Hume anul·la l'argument causal i l'argument ontològic per l'existència d'un Déu no observable (no material). Tanmateix, això no vol dir que la validesa de la forquilla de Hume implicaria que Déu definitivament no existeixi, només que això implicaria que l'existència de Déu no pot ser provada com un fet sense proves terrenals.
Hume va rebutjar la idea d'una afirmació significativa que no entrava dins d'aquest esquema, dient:
Si agafem, per exemple, algun volum de teologia o de metafísica escolàstica, preguntem-nos: conté algun raonament abstracte sobre la quantitat o el nombre? No. Conté algun raonament empíric sobre els fets d'existència? No. Confieu-lo llavors a les flames, car no pot contenir més que sofisteria i il·lusió".
-Investigació sobre l'enteniment humà
Aquesta mateixa idea ha perdurat en les escoles relativament contemporànies de filosofia, com el positivisme lògic. Aquesta actitud general és notablement present en l'obra d'Alfred Ayer sobre l'empirisme lògic Llenguatge, veritat i lògica.

## Crítiques
Hi ha dues objeccions notables a la forquilla de Hume. Kant, per exemple, famós per defensar la idea de proposicions sintètiques a priori. W. V. O. Quine també rebutjà la distinció analític-sintètic argumentant en contra en Dos dogmes de l'empirisme.